# Economia tigre
Uma economia tigre é a economia de um país que tem um rápido crescimento económico, normalmente acompanhado por uma subida no nível de vida. O termo foi inicialmente usado para a Coreia do Sul, Singapura, Hong Kong e Taiwan (os tigres asiáticos ou Quatro Tigres Asiáticos), e nos anos 1990 foi aplicado à República da Irlanda (o "Tigre Celta"). Mais tarde o "Tigre do Golfo Pérsico" (Dubai), o "Tigre das Tartas" (Eslováquia), os "Tigres bálticos" (Estónia, Letónia e Lituânia) e os "Novos tigres asiáticos" (Filipinas, Indonésia, Malásia e Tailândia) desenvolveram também uma economia tigre.

## Os quatro tigres asiáticos
Coreia do Sul, Cingapura, Hong Kong e Taiwan foram os países responsáveis pela criação do termo "Economia Tigre", que serviu para descrever o rápido crescimento econômico que esses países apresentaram durante a segunda metade do século XX. Entre 1950 e 1973, esses quatro países apresentaram elevadas taxas de desenvolvimento econômico: a Coreia do Sul apresentou uma média de crescimento do Produto Interno Bruto (PIB) per capta de 5.2%; Cingapura de 4.3%, Hong Kong de 5.5% e Taiwan de 6.2%. Esse acelerado desenvolvimento permitiu que esses países aumentassem significativamente a sua renda per capta: na Coreia do Sul, esse valor aumentou de 876 dólares/ano em 1950 para 2.840 dólares em 1973, de 1.962 para 6.768 dólares em Hong Kong, de 922  para 3.669 dólares em Taiwan e, finalmente, de 2.038 para 5.412 dólares em Cingapura durante o mesmo período.

## O tigre céltico
O termo "Tigre Céltico" foi criado para representar o fenômeno do crescimento econômico Irlandês durante a década de 1990. Em alusão às economias tigre "originais", os tigres asiáticos, a Irlanda foi apelidada de "Tigre Céltico" pois apresentou elavadas taxas de crescimento econômico durante a década de 1990, após passar por crises durante a década de 1980. Entre 1995 e 2000, por exemplo, a Irlanda expandiu seu PIB em taxas próximas a 10% anuais - um ritmo bastante elevado para os países desenvolvidos. Diversos autores apontam a inserção bem sucedida da Irlanda na onda de globalização como um dos principais fatores explicativos do crescimento econômico irlandês.